# Фредерік I (король Швеції)
Фредерік I (швед. Fredrik I; 17 квітня 1676 — 25 березня 1751) — король Швеції (1720—1751). Ландграф Гессен-Кассельський (1730—1751). Представник німецького Гессенського дому. Син гессен-кассельського ландграфа Карла І.

## Імена
- Фредері́к І (швед. Fredrik I) — шведське ім'я з порядковим номером правителя.
- Фредері́к І Шведський (швед. Fredrik I av Sverige) — ім'я з номером і назвою королівства.
- Фрі́дріх І (швед. Friedrich I) — німецьке ім'я з порядковим номером правителя.
- Фрі́дріх І Гессен-Кассельський (швед. Friedrich I von Hessen-Kassel, швед. Friedrich av Hessen) — ім'я ландграфа, з номером і назвою графства.
- Фрі́дріх І Гессенський (швед. Friedrich av Hessen) — за скороченою назвою графства і династії.

## Біографія

### Молоді роки
Був сином Карла I, ландграфа Гессен-Кассельського, та Марії Амалії Курляндської. У 1692 році він подорожував Голландією, 1695 — Італією, в цей же час проходив навчання у Женеві.
З початком у 1701 році Війни за іспанську спадщину перейшов до голландської армії. 1703 року Фредеріка було розбито при Спейербасі, проте 1704 року він узяв участь у перемозі над франко-баварською армією при Бнехаймі. Однак, 1706 року Фредерік знову зазнав поразки від французів при Кастильоні.
У 1715 році він одружився з сестрою шведського короля Карла XII. У цьому ж році отримав звання генералісимуса. З 1716 року узяв участь у війні Швеції проти Данії в Норвегії. Водночас він очолив партію, яка намагалася забезпечити права дружини Фредеріка на шведський трон. 30 листопада 1718 року загинув Карл XII. Фредерік прагнув швидко забезпечити передачу влади своїй дружині —— Ульріці Елеонорі, проте це вдалося тільки у 1719 році. Навзаєм, королева зробила суттєві поступки з обмеження влади короля.
У 1720 році Ульріка Елеонора намагалася зробити Фредеріка своїм співправителем, але риксдаг відмовив їй у цьому. Тоді вона зреклася влади на користь Фредеріка.

### Король Швеції
У 1720 році Фредерік став новим королем Швеції. У цьому ж році прийнята нова конституція, яка була доповнена новими ухвалами риксдагу 1723 року. Згідно з ними, центром політичної влади ставала Державна рада, в якій королю належало тільки два голоси плюс вирішальний голос. І протягом 1720-30-х років державна рада, керована канцлером Арвідом Горном, відігравала дедалі вирішальну роль.
З цього моменту значення короля Фредеріка у державі було послаблено. Головне протистояння точилося між державною радою та риксдагом. Особливо гострим воно було, починаючи з 1734 року. Піку протистояння набуло під час зборів 1738-1739 років. Після юридичного розслідування діяльності Арвіда Горна та його прибічників у державній раді, їх було позбавлено права участі в роботі ради, і Горн пішов у відставку. Відтепер склад Державної ради міг визначатися парламентською більшістю. З цього часу відбувається протистояння між партіями «ковпаків» (прихильниками Горна) та «капелюхів» (представники риксдагу).
Фредерік I між тим також багато робив для відродження країни після виснажливої Північної війни. Разом з тим він підтримував бажання реваншу стосовно Росії. Для цього було укладено союз з Францією.
Час настав з початком війни за австрійську спадщину у 1740 році. Франція пообіцяла щедрі субсидії й в березні 1741 року Швеція оголосила війну Російській імперії. Проте, війну було програно, а Фінляндію окуповано. У 1743 році сторони уклали Абоський договір, згідно з яким, Швеція поступилася на користь Росії частиною південно-східної Фінляндії.
У 1730 році Фредерік успадкував Гесен-Кассельське ландграфство, однак займався більше шведськими справами. Управління ландграфством король доручив своєму братові Вільгельму, який надалі успадкував його.
Помер Фредерік I 25 березня 1751 року у Стокгольмі.

## Титул
- лат. Dei Gratia, Suecorum, Gothorum, Vandalorumque Rex, etc. etc. Landgravius Hassiae, Princeps Hirschfeldiae, Comes Cattimeliboci, Dietziae, Ziegenhaynae, Niddae et Schaumburgi, etc.etc.

## Сім'я

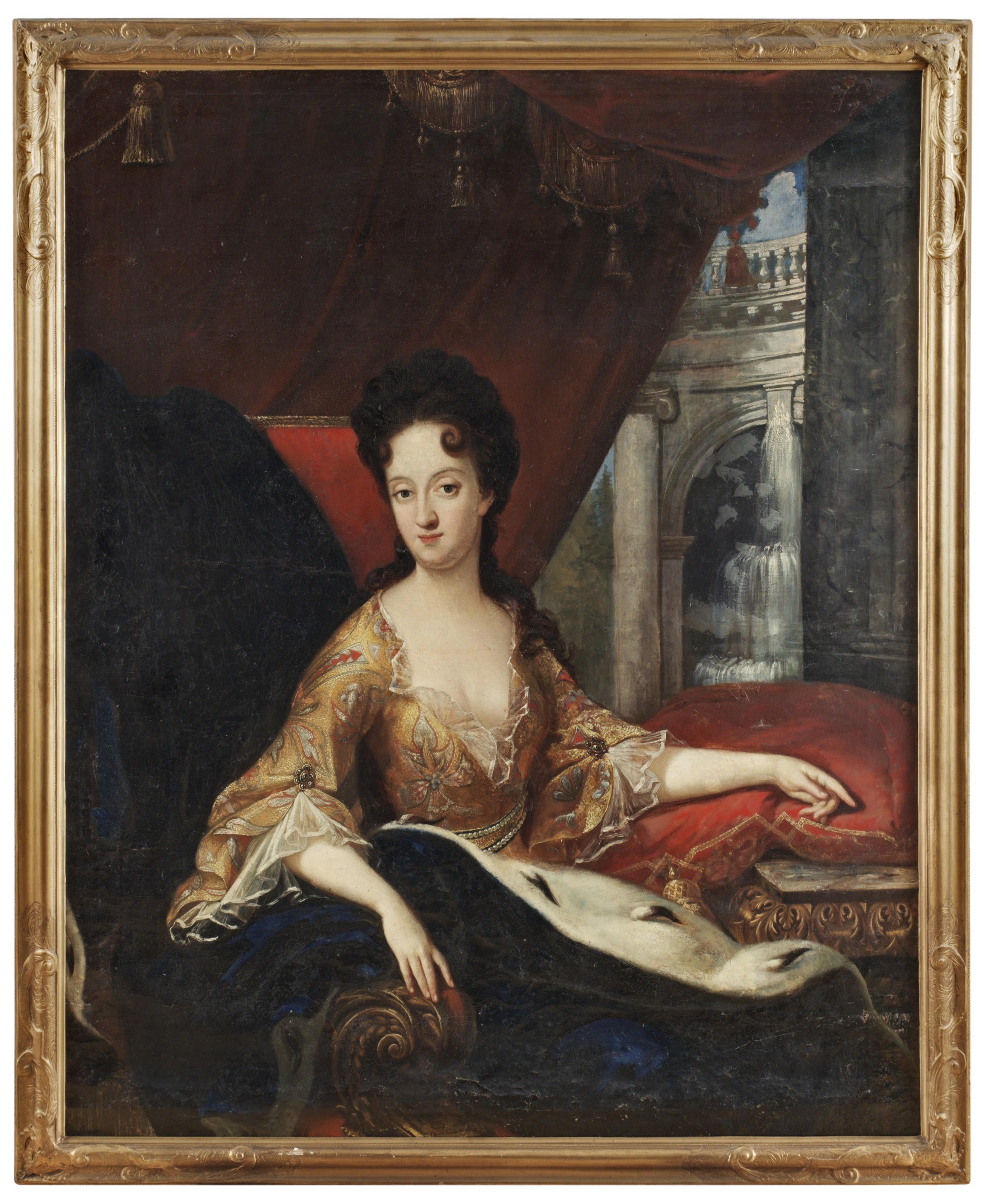
Ульріка Елеонора— друга дружина Фредеріка

1. Дружина — Луїза Доротея (1680–1705), донька Фрідріха I, короля Пруссії. Весілля пройшло 31 травня 1700. Дітей у шлюбі не було.
2. Дружина — Ульріка Елеонора (1688-1741), королева Швеції. Про заручини було оголошено 23 січня 1714, весілля відбулося 24 березня 1715 року. Цей шлюб також залишився бездітним.
Три бастарди від Ядвіґи Таубе, доньки адмірала Едварда Таубе.

## Нагороди
- 1700 — Орден Слона (Данія).